# 원산안면대교

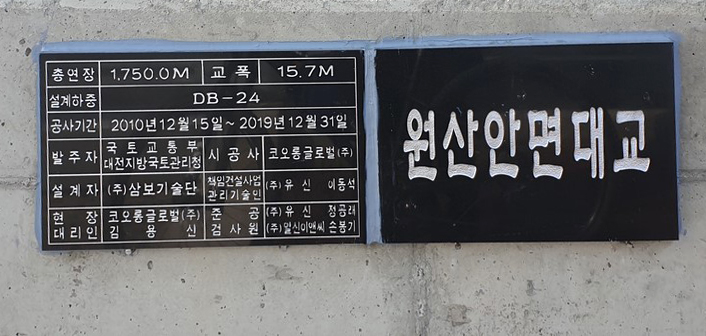
원산안면대교 명판

원산안면대교(元山安眠大橋)는 충청남도 보령시 오천면 원산도와 충청남도 태안군 고남면 영목항(안면도)을 잇는 국도 제77호선 3차로(인도 1.75km)의 사장교다.

## 연혁
- 2010년 12월 15일: 착공
- 2019년 12월 13일: 다리 명칭을 원산안면대교로 최종 확정
- 2019년 12월 26일: 개통

## 명칭선정 논란
명칭선정 논란은 2019년 5월 21일 충남도 지명위원회가 보령~태안간 해상교량의 명칭을 태안군이 제안한 ‘솔빛대교’와 보령시가 제안한 ‘원산대교’그리고 충남도가 중재안으로 제시한 ‘천수만대교’ 등을 전부 무시하고 절차를 거치지 못한 채 제4의 명칭인 ‘원산안면대교’를 선정 및 의결하면서 태안군이 반발했고, 이후 좀처럼 중재안을 찾지 못하고 결국 로펌의 법률자문결과를 기다려야 하는 처지가 됐다. 그 결과, 2019년 12월 13일 국가지명위원회는 다리명칭을 원산안면대교로 최종 확정했다.

## 같이 보기
- 보령해저터널